# Polycyrtus thoracicus
Polycyrtus thoracicus är en stekelart som beskrevs av Vassil Tzankov och Alayo 1974. Polycyrtus thoracicus ingår i släktet Polycyrtus och familjen brokparasitsteklar. Inga underarter finns listade i Catalogue of Life.